# Janusz Kudyba
Janusz Kudyba (ur. 12 lipca 1961 w Jeleniej Górze) – polski piłkarz, grający na pozycji napastnika, wychowanek Karkonoszy Jelenia Góra. Trener piłkarski z uprawnieniami UEFA Pro. Absolwent Akademii Wychowania Fizycznego we Wrocławiu. Aktualnie jeden z koordynatorów Klubu Biznesu Miedzi Legnica. Od lipca 2018 ekspert i komentator w stacji Polsat Sport. Stały ekspert legnickiego kanału piłkarskiego Niski Pressing.

## Kariera seniorska
Znany głównie z występów w Zagłębiu Lubin, z którym zdobył mistrzostwo i wicemistrzostwo Polski. Grał również w Motorze Lublin, Śląsku Wrocław, Lechu Poznań, Lechii Piechowice, GKS Bełchatów oraz norweskim SFK Lyn Oslo i szwedzkim Karlskrona AIF.

## Sukcesy zawodnicze
- 1983  Awans do Ekstraklasy – Motor Lublin
- 1988  Król strzelców II ligi (16 goli) – Motor Lublin
- 1989  Awans do Ekstraklasy – Zagłębie Lubin
- 1990  Wicemistrzostwo Polski - Zagłębie Lubin
- 1991  Mistrzostwo Polski - Zagłębie Lubin
- 1994  Awans do Ekstraklasy – Śląsk Wrocław
- 1994  Król strzelców II ligi (28 goli) – Śląsk Wrocław

## Kariera trenerska
Karierę trenerską rozpoczął w 1996 r. w Szkole Mistrzostwa Sportowego Sport Contact Wrocław. Następnie pracował w Ravii Rawicz.
W latach 1999–2001 asystent trenerów Wojciecha Łazarka i Janusza Wójcika w Śląsku Wrocław. Od 2001 r. samodzielnie prowadził zespoły: Czarnych Żagań, Pogoni Świebodzin, Orła Ząbkowice Śl., GKS-u Kobierzyce i Gawina Królewska Wola. W 2006 roku był przymierzany do roli trenera w Śląsku Wrocław. Ostatecznie działacze porozumieli się z Tadeuszem Pawłowskim. W 2008 roku objął drużynę Zagłębia Sosnowiec. W 2011 szkoleniowiec Czarnych Żagań. Następnie związany z KS Polkowice. W latach 2009–2011 i 2014–2015 dwukrotnie trener Miedzi Legnica. Od kwietnia 2013 dyrektor Akademii Piłkarskiej Miedzi Legnica. Od lutego 2016 r. wicedyrektor akademii Miedzi.

## Sukcesy trenerskie
- 2000  Awans do Ekstraklasy – Śląsk Wrocław (asystent trenera)
- 2007  Pucharu UEFA Regions’ Cup z Reprezentacją Dolnego Śląska U-23[5]

## Inne
Ekspert oraz komentator czterech stacji telewizyjnych: Canal Plus, Polsat Sport, Orange Sport i TVP Sport.
W marcu 2016 r. ogłosił start w wyborach na prezesa Okręgowego Związku Piłki Nożnej w Legnicy. W głosowaniu na Walnym Zebraniu Sprawozdawczo-Wyborczym, które odbyło się 8 kwietnia 2016 r., przegrał z urzędującą prezes Marią Kajdan.
W planach jest powstanie biografii Kudyby, która ma zostać napisana pod redakcją Pawła Kościółka.

## Życie prywatne
Ojciec Moniki (1981 r.) oraz Pawła (1988 r.), piłkarza i wychowanka Śląska Wrocław. Stryj Dariusza Kudyby (1986 r.), piłkarza i wychowanka Bałtyku Gdynia.